# Covid-19 a bezdomovectví

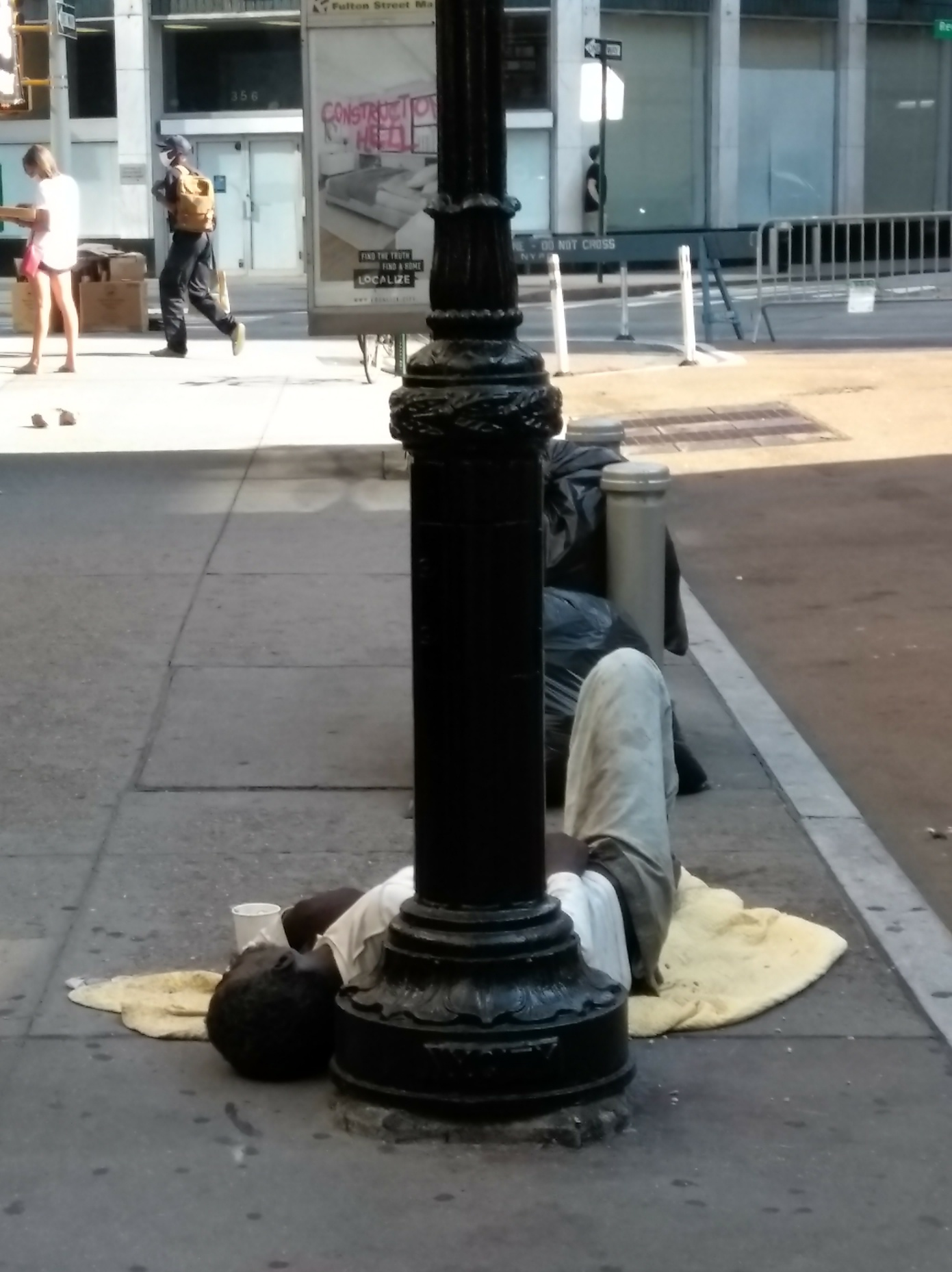
Obrázek bezdomovce v Brooklynu během pandemie covidu-19

Osoby bez domova se nakazí koronavirem SARS-CoV-2 častěji než lidé s trvalým přístupem k bydlení. Je to způsobeno prostředím, ve kterém lidé bez domova žijí; často tam trpí přeplněností a/nebo nedostatkem přístupu k odpovídající hygieně. Bezdomovci také častěji trpí základními zdravotními problémy, což zvyšuje riziko úmrtí způsobené koronavirem SARS-CoV-2. Uzavření veřejných zařízení mělo negativní dopad na osoby bez domova, protože omezený přístup k toaletám a podpůrným službám ovlivnil jejich hygienu a duševní zdraví. Vlády a místní správy zavedly iniciativy ve snaze snížit dopad opatření na tyto osoby.

## Zvýšené riziko covidu-19
Bezdomovci jsou vystaveni vyššímu riziku nákazy koronavirem SARS-CoV-2 ve srovnání s bydlícími lidmi. Většina bezdomovců žije v prostředí, které zvyšuje přenos viru. Formální a neformální prostředí, jako jsou přístřeší a tábořiště, se obvykle vyznačují přeplněností a nedostatkem základních hygienických potřeb, nutných k omezení přenosu. Navíc trasování, závisející na jednotlivcích majících mobilní telefon s internetem, je méně účinné, protože u bezdomovců je méně pravděpodobné, že by mobil s internetem měli.
Počet jedinců bez domova, trpících základními zdravotními problémy, je procentuálně nepoměrně vyšší než u lidí s trvalým přístupem k bydlení, což zvyšuje rizika spojená s infekcí covid-19. Studie útulku pro bezdomovce v San Franciscu zjistila, že u 25 % obyvatel se vyskytuje komorbidita a že průměrný věk obyvatel je 54 let. Věk a základní zdravotní stav jsou dva faktory zvyšující pravděpodobnost závažného průběhu covidu-19, který může způsobit i smrt.

## Dopad pandemie covidu-19
Pandemie covidu-19 ztížila osobám bez domova uspokojování každodenních potřeb. Rozsáhlé uzavírání veřejných zařízení omezilo přístup k potravinám a toaletám; ekonomický dopad pandemie vedl k tomu, že se zmenšil počet darů potravinovým bankám.
Izolace a sociální odstup mají negativní dopad na duševní zdraví mnoha osob. Uzavření komunitních center, knihoven a dalších veřejných prostor a omezení podpůrných služeb mělo negativní dopad na sociální vztahy. Bezdomovci, spoléhající se na terénní služby, jsou méně náchylní k zneužívání návykových látek; pokud jim ale terénní služby nejsou nabízeny, stoupá míra užívání alkoholu a drog, a to může způsobit jejich smrt.

## Opatření na zmírnění dopadů pandemie koronaviru vjednotlivých zemích

### Austrálie
Austrálie přislíbila navýšení finančních prostředků na pomoc lidem bez domova během pandemie covidu-19. Celkem 229 milionů australských dolarů bylo vynaloženo především na přesun jednotlivců ze společných útulků v ulicích do samostatného ubytování.

### Kanada
Kanadská vláda oznámila další výdaje ve výši 157,5 milionu dolarů na pomoc během pandemie poskytovanou jednotlivcům bez domova a lidem, kteří jsou bezdomovectvím ohroženi. Na místní úrovni byla provedena studie mezi bezdomovci v Calgary a bylo zjištěno, že potenciální cestou přenosu je sdílení nápojů. Následně  byly nouzovým přístřeším a dalším podpůrným místům poskytnuty jednorázové papírové kelímky. Intervence se ukázala jako populární a pomohla podpořit povědomí o covidu-19.

### USA
Zákon o koronavirové pomoci, úlevě a ekonomickém zabezpečení (2020) sliboval „prevenci, přípravu a reakci na koronavirus mezi jednotlivci a rodinami, kteří jsou bez domova nebo dostávají sociální pomoc a další podporu v oblasti bezdomovectví a v oblasti prevence bezdomovectví, s cílem zmírnit dopady pandemie koronaviru“.
Na začátku pandemie zareagoval okres King ve státě Washington a Seattle na vypuknutí covidu-19 navýšením zdrojů dostupných bezdomovcům. Do 26. března 2020 bylo vytvořeno 1 893 míst pro osoby bez domova, včetně 432 izolačních nebo karanténních prostor, a 612 míst pro ty, kdo se z covidu zotavují. Jenny Durkan, starostka Seattlu, prohlásila: „Víme, že jedinci bez domova patří k nejvíce ohroženým osobám. Naše partnerství při vytváření nových přístřeší, zvýšení kapacity stávajících velkokapacitních přístřeší a vytváření nových prostor přispěje k tomu, že více lidí bude mít k dispozici nástroje, které potřebují, aby zůstali zdraví, a podporu, kterou potřebují v případě nemoci, a že pomůže zmírnit rostoucí tlaky na náš regionální systém zdravotní péče.“
O podobná opatření ke snížení počtu lidí v jednotlivých přístřeších usilovala i další americká města. San Diego ve státu Kalifornie vybudovalo útulek s 1300 lůžky, který umožňuje udržovat sociální odstup, a Chicago v Illinois přidalo 700 lůžek do útulků a pěti nouzových přístřeší. Columbus v Ohiu vytvořil místo s lékařským personálem pro ty obyvatele bez domova, kteří byli pozitivně testováni na covid-19, a pro ty, kteří trpí příznaky nákazy virem.
Z hlediska testování byla preference testování v autě nevhodná pro osoby bez domova, nemající auto. Aby se tento problém vyřešil, okres Mecklenburg v Severní Karolíně zajistil dopravu pro ty, kdo vyžadovali test a nemohli řídit.
Pokud jde o přístup k potravinám, Austin Public Health založil iniciativu Eating Apart Together (EAT), která do táborů posílala každý týden potraviny a hygienické potřeby. Podobná iniciativa vznikla ve Philadelphii, kde program Step Up to the Plate nabízel obyvatelům bez domova 10 000 jídel týdně.

### Velká Británie
Program Everyone In byl zaveden za účelem ochrany bezdomovců během pandemie covidu-19. Zahrnoval poskytnutí nouzového ubytování všem osobám bez domova a těm, kterým hrozí, že se bezdomovci stanou. Tato iniciativa vedla k tomu, že místní úřady od začátku pandemie ubytovaly asi 37 000 lidí. V Cardiffu se počet jedinců žijících na ulici snížil z přibližně osmdesáti v roce 2019 na osm v březnu 2021. Předpokládá se, že iniciativa Everyone In je příčinou relativně malého počtu úmrtí bezdomovců způsobených covidem-19 ve Velké Británii, údaje z července 2020 ukazují, že zemřelo 16 bezdomovců.